# ماکسیموس
ماکسیموس (انگلیسی: Maximus Inc.) شرکت مراقبت سلامت آمریکایی است، که در سال ۱۹۷۵ تأسیس شد.